# قرصعنة بورغاتية
القِرصَعنة البورغاتية (باللاتينية: Eryngium bourgatii) نوع نباتي عشبي يتبع جنس القِرصَعنة من الفصيلة الخيمية.

## الموئل والانتشار
موطنه الأصلي بلاد الشام والمغرب العربي وإسبانيا وفرنسا وتركيا.